# 종광시
종광시(鍾匡時, ? ~ ?)는 당나라 말기의 군벌로, 홍주 고안현 사람이다. 20여년 동안 진남군(鎭南軍)을 통치해 왔던 아버지 종전의 사후 잠시 진남군을 장악하였다. 종광시가 진남군을 접수한 지 얼마 안 가, 적대 군벌 회남절도사 양악은 종광시를 격파하여 그를 사로잡고 진남군을 장악하였다.

## 생애

### 종전의 통치 기간
종광시가 언제 태어났는지는 알려진 바 없다. 중화 2년(882년), 앞서 진남군을 장악한 그의 아버지 종전은 강남서도관찰사, 즉 진남군절도사에 공식 임명되었다.
건녕 원년(894년), 종전은 장남 종광시를 원주자사로 임명하여 패망한 군벌 손유의 잔존세력 마은을 공격하였다.
천복 원년(901년), 종전은 무주자사 위전풍을 공격하여 무주를 포위하였다. 이후 위전풍은 종전의 명령을 따르기로 동의하고 화평을 청구하였다. 이때 그는 자신의 딸을 종광시에게 시집을 보내어 화평의 증표로 삼았다.

### 단기간의 통치
천우 3년(906년), 종전이 죽었다. 장병들은 종광시를 유후(留後)로 추대하였다. 이 소식을 들은 위전풍은 다음과 같이 말하였다.
| “ | 종광시에게 3년간 절도사 직을 맡기고, 그 다음에는 내가 그 직을 맡겠다. | ” |

한편, 종전의 양자인 강주자사 종연규(鍾延規)는 자신이 종전의 후사를 잇지 못한 것에 앙심을 품고, 회남절도사 양악에게 사자(使者)를 보내 투항하였다. 그리고 그는 종광시가 대군벌 선무군(宣武軍)절도사 주전충과 결탁하여 회남도를 도모하려고 하였다고 주장하였다. 그 해 5월, 양악은 이 기회를 틈타 그의 장군 승주(昇州)자사 진배(秦裴)를 서남행영도초토사(西南行營都招討使)로 임명하여 진남군을 공격하였다. 그 해 7월에 홍주에 도착한 진배는 요주(蓼洲, 지금의 강서성 남창시)에 군대를 주둔시켰다. 여러 장수들이 물을 요새로 삼아 군영을 세우자고 주장하였으나, 진배는 이에 동의하지 않았다. 그러자, 종광시는 그의 장수 유초(劉楚)를 파견하여 이에 맞서게 하였다. 이에 여러 장수들이 진배를 원망하자, 진배는 그들에게 다음과 같이 말하였다.
| “ | 종광시의 용맹한 장수는 유초 하나뿐이다. 만약 그가 군대를 거느리고 성을 지킨다면, 빠른 시일 내에 성을 함락시킬 수 없다. 그래서 내가 일부러 요해처(要害處, 군사상의 요충지)를 이용하여 그를 이곳으로 유인해 온 것이다. | ” |

얼마 안 가 진배는 영채를 함락시키고 유초를 격파하여 사로잡았다. 이어 그는 진남군의 군부 홍주를 포위하였고, 이 와중에 진남군 관하 주의 하나인 요주자사 당보(唐寶)가 진배에게 투항을 요청해 왔다. 그 해 9월, 진배는 홍주를 함락시키고 종광시와 종광시의 사마 진상(陳象)과 진남군 장병 5,000명을 사로잡아 회남도의 군부 양주로 압송하였다. 양악은 자신이 직접 진남군절도사를 겸직하고 진배를 홍주제치사(制置使)로 삼았다.
종광시와 진상이 양주로 압송되어 오자, 양악은 종광시에게 일찌감치 투항하지 않았다며 그를 엄하게 꾸짖었다. 종광시는 머리를 조아리며 죽여 달라고 청하였다. 이를 가엾게 여긴 양악은 그를 용서해 주고, 대신 진상을 저잣거리에서 참수하였다. 종광시 본인의 이후의 행적은 미상이다.

### 내용주
1. ↑  《신당서》에는 종전의 차남 종광범(鍾匡範)으로 잘못 기록되어 있다. 종광범은 종전의 20번째 아들로 종광시가 양악에게 겸병되자, 어머니와 함께 오월로 망명하였다.[8]
2. ↑  《신당서》의 유지겸 열전에 의하면, 건화 2년(912년) 12월)에 건주방어사 이언도가 사망하자, 종전이 그 무리들을 모조리 강탈하고 종광시를 건주로 파견하여 그곳을 지키게 하려고 하였으나 실현되지 않았고, 건주 사람들이 직접 담전파를 자사로 추대하였다고 한다.[3] 하지만 이는 오류이다. 당시 종전은 이미 죽고 없었고, 종광시도 이미 겸병된 상태였다.

### 참조주
1. ↑  《자치통감》, 권255.
2. ↑  호삼성 음주(音注) 《자치통감》, 권255.
3. 1 2 3 4 5 6 7  《신당서》, 권190.
4. ↑  《자치통감》, 권262.
5. ↑  호삼성 음주(音注) 《자치통감》, 권262.
6. 1 2 3 4 5 6  《자치통감》, 권265.
7. 1 2 3 4 5 6  호삼성 음주(音注) 《자치통감》, 권265.
8. ↑  《십국춘추》, 권88.

## 참고 문헌
- 《신당서》, 권190.
- 《구오대사》, 권17.
- 《신오대사》, 권41.
- 《십국춘추》, 권8.
- 《자치통감》, 권262·265.
- 호삼성 음주(音注) 《자치통감》, 권262·265.

| 전임 종전 | 진남군절도사 (권한대행) 906년 | 후임 양악 |